# Callicratidas
Callicratidas (Καλλικρατίδας) was een Spartaanse admiraal tijdens de Peloponnesische Oorlog. In 406 v.Chr. werd hij naar de Egeïsche Zee gezonden om de leiding van de Spartaanse vloot over te nemen van Lysander, die het eerst de leiding had.

## Biografie
Callicratidas' optreden als navarch was kort en hij kwam een aantal moeilijkheden tegen tijdens zijn carrière. De belangrijkste waren de intriges van zijn voorganger, die het geld waarmee de vloot werd betaald had teruggegeven aan de Perzische prins Cyrus de Jongere. Callicratidas had geld nodig om zijn soldaten te kunnen betalen, maar wilde dit niet vragen aan een Pers, want hij was een traditionalistische Spartaan. Hij werd gedwongen om andere geldschieters te vinden, die vond hij voor een klein stuk in Mytilene.
Nadat hij een overwinning had behaald tegen de Atheense admiraal Conon moest Callicratidas het opnemen tegen een grote vloot die gezonden was om Conon te helpen. Het kwam tot een treffen bij Arginusae in 406 v.Chr. Zijn vloot kreeg zware verliezen te verduren, verloor de slag en Callicratidas zelf werd gedood. Na zijn dood keerde Lysander terug uit Sparta om zijn positie als navarch weer in te nemen.
Callicratidas was een ouderwetse Spartaan. Hij minachtte de overeenkomst met Perzië, waardoor Lysander in de gratie van de Spartanen was gekomen, en hij zei dat als hij mocht kiezen, hij vrede zou sluiten met Athene. Zijn traditionalistische ideeën vervaagden in Sparta door het steeds belangrijker worden van geld in deze oorlog. Hoewel hij onsuccesvol was als een commandant, kreeg hij het respect van veel Spartanen en hun bondgenoten en werd met respect bekeken na zijn dood.